# Una cosa rara
Una cosa rara, ossia bellezza ed onestà es una ópera del género drama jocoso (dramma giocoso), en dos actos, con música de Vicente Martín y Soler según un libreto de Lorenzo da Ponte, basado a su vez en La Luna de la Sierra de Luis Vélez de Guevara. Se estrenó en el Burgtheater de Viena el 17 de noviembre de 1786 y constituyó un éxito clamoroso, como lo demuestra el hecho de que un tema de la obra fuera recogido y mencionado por Mozart en el acto segundo, escena 5 ("O quanto un sì bel giubilo") de Don Giovanni (1787).
En España, se representó en Madrid en 1789 y en Barcelona en 1791, donde se repitió en 1793 (y luego, en 1936, 1970 y 1991). Hasta 1992 no se estrenó en la ciudad natal del compositor, Valencia.
Se trata de una ópera bufa en dos actos de unas dos horas de duración total. Es una comedia de enredo en la que, tras complicaciones causadas por los celos se acaba imponiendo la virtud de la protagonista, una hermosa campesina que rechaza a su poderoso pretendiente y sus regalos por fidelidad a su amor, actitud que resulta infrecuente en opinión del autor. De ahí el título "Una cosa rara" y también el subtítulo: "O sea, belleza y honestidad". Una segunda componente moralizante del argumento es la llamada de atención sobre el poder de los ricos para imponer su voluntad sin que nadie pueda oponerse. La obra es generosa en sencillas y agradables melodías. Entre los momentos de mayor inspiración se señalan la obertura, el primer coro y el final del acto primero. En el segundo destaca un homenaje a España. Concretamente en una seguidilla cantada por Lilla y Ghita con acompañamiento de coro. No obstante, el argumento ha resistido peor el paso del tiempo que la música, lo que desemboca en su escasa popularidad actual.
La obra pertenece a la etapa vienesa de Martín Soler, donde conoció a su amigo y libretista favorito, Da Ponte, con quien logró los grandes éxitos de su carrera. Da Ponte también pondría texto a varias óperas de Mozart. Con esta obra Martín Soler consiguió un rotundo éxito, que también obtuvo con Il burbero di buon cuore (1786) y L'arbore di Diana (1787). El público asistía masivamente a todas las funciones, prolongando las temporadas e incluso se compraban sus partituras para cantarlas en la calle. Si en Italia era conocido, en Viena se convirtió en una celebridad.
Para ilustrar su popularidad, Una cosa rara se estrenó el mismo año y en la misma ciudad que Las bodas de Fígaro de Mozart. Mientras que la obra de Mozart, que con el tiempo llegaría a ser una de las más grandes del repertorio, se representó en aquella etapa de estreno únicamente en dos ocasiones, la de Martín Soler en 78. Las damas comenzaron a vestirse alla Cosa Rara, es decir, al estilo de los personajes de la trama.

## Personajes
| Personaje                    | Tesitura | Reparto el 17 de noviembre de 1786 Director: |
| ---------------------------- | -------- | -------------------------------------------- |
| Isabel (reina de España)     | soprano  | Luisa Laschi-Mombelli                        |
| George Look (hijo de Isabel) | tenor    | Vincenzo Calvesi                             |
| Corrado (escudero mayor)     | tenor    | Michael Kelly                                |
| Lilla (una campesina)        | soprano  | Nancy Storace                                |
| Ghitta (una campesina)       | soprano  | Dorotea Sardi-Bassani                        |
| Lubino (prometido de Lilla)  | barítono | Stefano Mandini                              |
| Titta (prometido de Ghitta)  | bajo     | Francesco Benucci                            |
| Lisargo (hermano de Ghitta)  | bajo     | Sr. Hoffmann                                 |

## Argumento
La acción se desarrolla en un pueblo de Sierra Morena, a finales del siglo XV. La elección de un argumento español presumiblemente honraba la tierra nativa de la esposa del embajador español, Isabel María Parreño Arce y Valdés, mecenas y protectora de Martín Soler.